# Torre solare (energia elettrica)
La torre solare è una struttura finalizzata alla produzione di energia elettrica sfruttando il moto convettivo dell'aria calda che tende a salire.

## Funzionamento

Schema di una torre solare

La struttura si compone di un collettore posto alla base dove si raccoglie l'aria calda, di una torre da cui fuoriesce l'aria, e delle turbine situate tra la torre e il collettore. Come si può capire dallo schema, il collettore può essere paragonato a un'ampia serra rivestita in vetro o plastica e aperta alle estremità, nella quale l'aria viene riscaldata dai raggi solari e, di conseguenza, dall'effetto serra che si viene a creare. La torre, invece, collegata ermeticamente alla base con il collettore, mette in comunicazione l'aria calda della serra con quella più fredda sulla sua sommità e, poiché l'aria calda essendo più leggera tende a salire, crea una corrente d'aria all'interno del complesso, tra il collettore e la torre. Le turbine poste tra di essi, quindi, vengono fatte ruotare convertendo il flusso d'aria in energia elettrica. In questo modo la produzione di energia è proporzionale sia all'altezza della torre, con la differenza di temperatura dell'aria tra la sommità e la base, sia al volume di aria calda accumulata nel collettore. Per avere un maggiore accumulo di calore si possono anche aggiungere nel collettore dei tubi riempiti di acqua, che ha una capacità termica superiore a quella del suolo. Un vantaggio di questa struttura è dato, infatti, dalla capacità di durare anche 24 ore, grazie al calore ceduto successivamente dal suolo o dall'acqua, e senza la necessità di un cielo sereno, perché anche con cielo nuvoloso una serra accumula sempre calore.

## Sviluppo

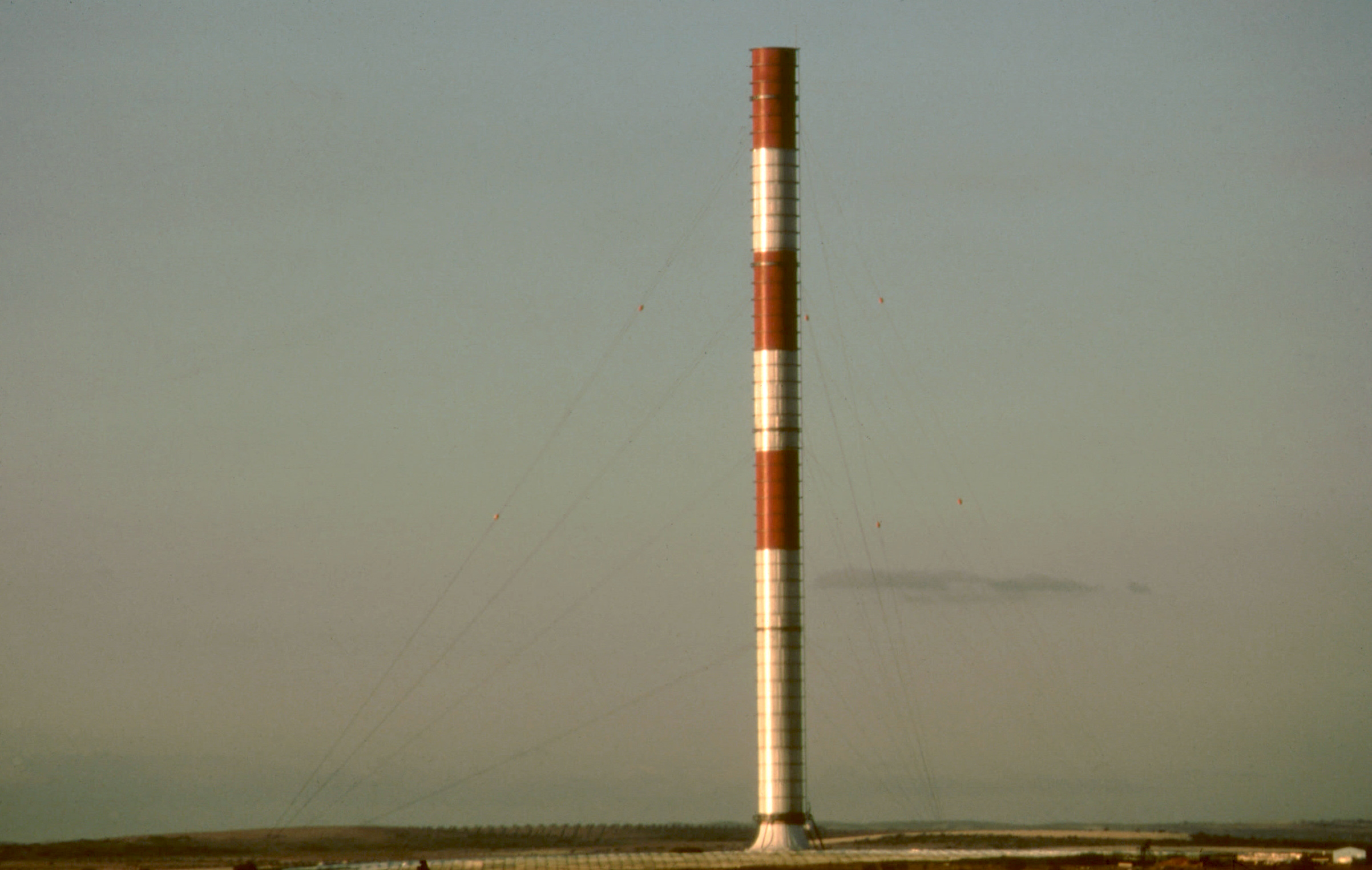
Impianto di Manzanares visto da 8 km di distanza

Il primo impianto venne costruito nel 1981 a Manzanares, in Spagna su progetto e gestione di Schlaich Bergermann con fondi forniti dal Ministero Tedesco della Ricerca e della Tecnologia. Quest'impianto era per lo più sperimentale e aveva lo scopo di verificare le prestazioni previste nella teoria. Per la copertura si era fatta apposta una selezione dei materiali più adeguati. La torre si ergeva su 8 colonne tubolari ed era composta da 20 anelli larghi 10 m ciascuno. La turbina, invece, era a quattro pale regolabili e si attivava automaticamente a partire da una corrente di 2,5 m/s. Nel complesso la torre si mostrava affidabile e nel corso del 1987 aveva funzionato per un totale di 3197 ore e una media giornaliera di 8,8 ore. La produzione di energia elettrica arrivava fino a 50 kW, ma l'impianto non era stato progettato per resistere a tempeste, come una che lo distrusse nel 1989.

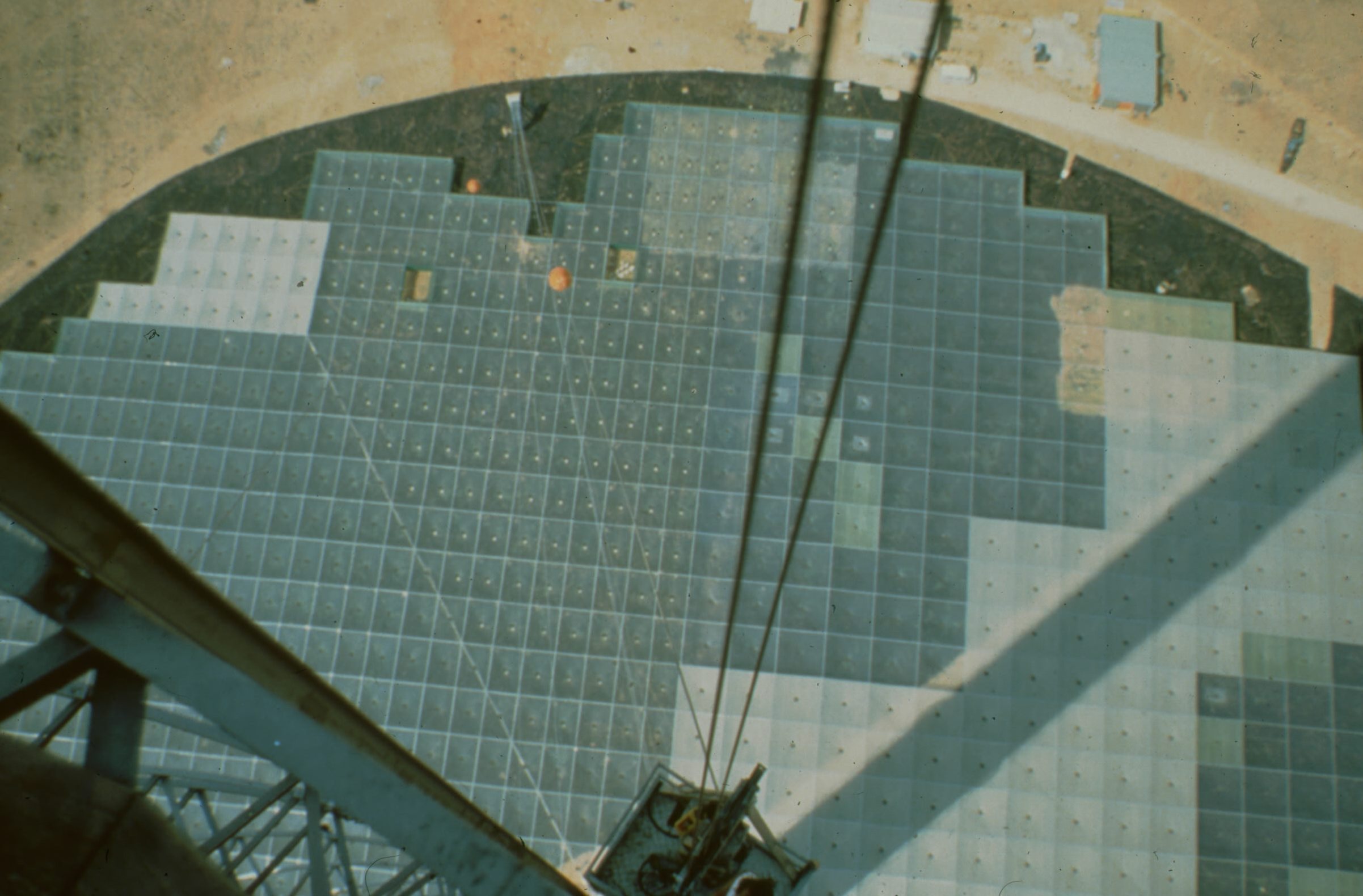
Serra dell'impianto di Manzanares visto dalla torre

All'impianto di Manzanares sono seguite diverse altre proposte, come il progetto presentato da EnvironMission negli anni 2000 per una torre alta ben 800 m da costruire in Arizona e con una potenza di 200 MW, che, nonostante la raccolta di 110 milioni di dollari di fondi, non è stata più costruita. È stato accantonato anche il progetto spagnolo di costruire a Ciudad Real una torre da 40 MW alta 700 m. L'unico impianto attualmente in funzione si trova in Cina, a Jinshawan vicino alla città di Wuhai, nella Mongolia Interna. La centrale è entrata in funzione il 10 dicembre 2010 e il progetto prevedeva una torre alta 200 m, un collettore che si estendeva per 277 ettari, per una potenza di 27,5 MW, ma a causa della vicinanza all'aeroporto di Wuhai l'altezza della torre è stata contenuta a 50 m e la potenza si limita a 200 kW.